# Pomelomeryx
Pomelomeryx — вимерлий рід парнопалих ссавців з родини кабаргових (Moschidae). Рід відомий за скам'янілостями, що представляють міоцен Іспанії. Відомі види: Pomelomeryx boulangeri, Pomelomeryx gracilis.